# Windows傳真和掃描
Windows 傳真和掃描是一個微軟所開發，內建於Microsoft Windows中用來傳真以及掃描文件的元件。它僅出現在部分Windows Vista版本的作業系統中。Windows XP中相同功能的程式則是「傳真服務」，且並非內建，使用者可能需要透過Windows XP的安裝光碟來安裝。使用者能夠在擁有適當所需裝置的情況下在電腦上利用這個程式收發傳真、使用電子郵件或傳真來發送掃描的文件、或使用如同電子郵件的方式轉寄傳真。Windows 傳真和掃描另外還支援單鍵掃描，讓使用者能夠只需按一個按鍵就透過連接到電腦的掃描器、網路或藍芽連接的掃描器擷取文件。雖然這個程式能掃描多數類型的文件，但是Windows傳真和掃描仍然比較適合用來掃描、檢視或儲存文字型式的文件。而Windows相片圖庫則比較適合用來管理掃描的照片或圖片，並將它們整理於「圖片」資料夾。
不過，Windows 傳真和掃描不會內建在Windows Vista的家用入門版以及家用進階版中（它在SP1更新後被移除掉了）。Windows傳真和掃描只內建於Windows Vista的旗艦版以及Windows Server 2008中。而在其它版本的Windows Vista中，Windows傳真和掃描則成為了一個選用的元件。
在Vista之后，Windows传真和扫描没有收到任何更新。在Windows11上，Windows传真和扫描变成了可选功能。

## 傳真
Windows 傳真和掃描的傳真檢視功能實質上就是原本適用於Windows XP中「傳真服務」的功能提升。該程式主要的新功能包括：傳真帳戶的設定、重新設計過的介面（類似Outlook Express）、能夠將傳真存為草稿以及一個預覽窗格。同時，它也讓使用者能夠在一個檔案上按右鍵，並直接用傳真的方式發送。要收發傳真，使用者可以建立一個本機的傳真帳戶，使用連接到電腦上的數據機或者是建立共享的傳真帳戶利用網路傳真伺服器。

## 掃描
Windows 傳真和掃描的掃描檢視功能有一個類似Outlook Express的使用者介面來管理掃描的文件。它讓使用者能夠執行新增資料夾、重新命名資料夾等基本動作。它的預覽窗格能夠讓使用者快速的瀏覽掃描過的文件。使用者能夠針對特定的掃描器設定掃描時的選項，以便之後使用。使用者也可以在設定完郵件帳戶以後透過該程式發送掃描的文件到電子信箱中。「從掃描器傳真」的功能讓使用者能夠直接以傳真的形式發送剛掃描的文件。
除了基本的功能之外，Windows 傳真和掃描比之前的程式有了更大的生產力以及機動性，它可以說是類似「統合通訊」（Unified Messaging）的軟體。它能夠整合多種媒體，包括傳真、電子郵件、數位文件等。